# Кармелит, Питер
Питер Кармелит (нидерл. Peter, Baron Carmeliet, род. 8 декабря 1959, Лёвен, Брабант) — бельгийский врач, профессор Лёвенского католического университета (Лёвен, Бельгия). Он также является адъюнкт-директором исследовательского центра VIB Vesalius Лёвенского католического университета. Среди его научных интересов васкулогенез, ангиогенез и фактор роста эндотелия сосудов (VEGF). В 2016 году Кармелит идентифицировал стволовые клетки, продуцирующие нейроны, в головном мозге.
В 2017 году Кармелит был избран иностранным членом Королевской академии наук и искусств Нидерландов. По количеству цитирований он является самым цитируемым автором научного журнала Nature Medicine.

## Личная жизнь
Кармелит живёт в Бландене, женат и является отцом троих детей.

## Награды
- 2002: Премия Франки в области биологических и медицинских наук[11].
- 2005: Interbrew-Baillet Latour Health Prize[англ.], вместе с Дезире Колленом[англ.][12].
- 2010: Премия Эрнста Юнга[англ.] по медицине[13].
- 2018: Премия Хейнекена по медицине[14].